# 1963 au théâtre
| Années du théâtre : 1960 - 1961 - 1962 - 1963 - 1964 - 1965 - 1966    |
| Décennies du théâtre : 1930 - 1940 - 1950 - 1960 - 1970 - 1980 - 1990 |

Cet article présente les faits marquants de l'année 1963 au théâtre.

## Événements
- 2 mai : Georges Wilson succède à Jean Vilar à la direction du Théâtre national populaire

## Pièces de théâtre publiées
- Qui n'a pas son Minotaure ? de Marguerite Yourcenar

## Pièces de théâtre représentées
- 15 janvier : La Robe mauve de Valentine de Françoise Sagan, mise en scène Yves Robert, Théâtre des Ambassadeurs
- 6 février : Le Piéton de l'air d'Eugène Ionesco, mise en scène Jean-Louis Barrault, Théâtre de l'Odéon
- 21 mars : Première mondiale de Lumières de bohème de Ramón María del Valle-Inclán, à Paris, sous la direction de Georges Wilson (sept ans avant la première espagnole ayant eu lieu le 1er octobre 1970 à Valence, sous la direction de José Tamayo.
- 21 octobre : Oh les beaux jours de Samuel Beckett, mise en scène Roger Blin, Théâtre de l'Odéon, avec Madeleine Renaud
- 17 novembre : La Voyante d'André Roussin, mise en scène Jacques Mauclair, Théâtre de la Madeleine

## Naissances
- 24 février : Laurent Ruquier, animateur de radio et de télévision, producteur de télévision et de théâtre, humoriste, chroniqueur, parolier, écrivain et auteur de théâtre français.
- 20 mars : Anouk Grinberg, actrice et peintre française.
- 4 décembre : Françoise Cadol, comédienne et dramaturge française.

## Décès
- 17 janvier : Jean Ayme (°1876)
- 5 septembre : Louis Vonelly (°1883)